# Rhopalothrix
Rhopalothrix é um gênero de insetos, pertencente a família Formicidae.

## Espécies
- Rhopalothrix acutipilis
- Rhopalothrix ciliata
- Rhopalothrix diadema
- Rhopalothrix inopinata
- Rhopalothrix isthmica
- Rhopalothrix kusnezovi
- Rhopalothrix orbis
- Rhopalothrix plaumanni
- Rhopalothrix stannardi
- Rhopalothrix weberi